# Niviventer culturatus
Niviventer culturatus es una especie de roedor de la familia Muridae.
Se encuentra en bosques de Tsuga a altitudes de 300–2000 m, solamente en Taiwán. 